# Ramsewak Shankar
Ramsewak Shankar, né le 6 novembre 1937, est un homme d'État surinamais. Il est président de la République du Suriname du 25 janvier 1988 au 24 décembre 1990.

## Biographie
Shankar est membre de la grande communauté ethnique sud-asiatique du Suriname. Il étudie à l'Université de Wageningue aux Pays-Bas. Après son retour au Suriname, il entre au Parti de la réforme progressiste. Il soutient l'indépendance en 1975.

### Carrière
Shankar est élu président de la République par l'Assemblée nationale à l'issue d'élections parlementaires tenues en novembre 1987. Le régime militaire en place a amené l'Assemblée nationale à adopter une nouvelle constitution qui permet au chef du coup d'État Dési Bouterse de rester à la tête de l'armée. Ramsewak Shankar est un ancien ministre de l'Agriculture et succède à Ramdat Misier à la présidence du Suriname.
En 1989, Shankar accepte de gracier les Marrons, ou nègres de la brousse, qui menaient une guerre civile pendant des années contre les militaires dans le but de préserver leur autonomie sur leur territoire traditionnel, dans la forêt ombrophile. Il évoque la possibilité que leurs membres gardent leurs armes pour les utiliser dans la forêt pluviale. Dési Bouterse et le Parti national démocratique s'opposent à l'accord, le qualifiant de violation de la constitution. Ils déclarent que la proposition de Shankar conduirait à légaliser une force militaire indépendante.
En 1990, Shankar et son gouvernement sont évincés par un coup d'État militaire sans effusion de sang (connu sous le nom de « coup de téléphone ») dirigé par Bouterse. Un gouvernement soutenu par l'armée est installé, avec Ivan Graanoogst et plus tard Johan Kraag comme nouveau président.